# Татјана Буланова
Татјана Буланова (рус. Татьяна Ивановна Буланова; 6. март 1969, Лењинград) руска је певачица, позната по својим снажним, меланхоличним, романтичним баладама, електро поп битовима и техно ремиксима. Музичку каријеру започиње 1990, као чланица групе Летний сад. Издали су 10 албума у периоду од 1990—1996. који су у међувремену постали хитови. Од тада одржава своју популарност, а до сада је издала 16 соло албума.
Удата је за бившег руског фудбалера Владислава Радимова, због чега више времена посвећује породици, а повремено учествује у "All-Stars" програмима. Последњи пут је учествовала у руском шоу програму Суперстар 2008, емитованом на руској КТВ.
Задњи албум је објавила 2010. До сада их је издала 27, што је запањујуће за њену каријеру која траје већ 20 година.